# NK Kaptol
NK Kaptol je nogometni klub iz Kaptola. 
U sezoni 2021./22. se natječe u 1. ŽNL Požeško-slavonskoj, nakon što je u sezoni 2020./21. završio na pretposljednjem 13. mjestu u MŽNL Slavonski Brod – Požega.

## Povijest
Raniji naziv kluba je bio NK Zvijezda Kaptol.